# 予感 (さだまさしのアルバム)
『予感』（よかん）は、シンガーソングライターさだまさしが2010年6月9日に発表した、ソロ35枚目のオリジナル・アルバムである。

## 概要
前作『美しい朝』の後、先にシングルで発売された曲はなかったため、全曲が新作のアルバムである。
さだは、「いつも素晴らしいメンバーで編成されたバンドに護られてステージに立っていると、自分の実力を測り誤ることがある。つい自分が上手になったかのような気になるのだ。」（ライナーノートの序文より）として、自分の実力を再確認するために2008年末には東名阪の3会場で、2009年末には両国国技館で「ソロ・プレミアム」と銘打ったさだのギター弾き語りだけのライブを行ってきた。このアルバムではその「修行」を踏まえ、全曲にわたってさだがギターを弾いており、ドラムスやピアノなども使わず、さだのギター中心の音作りになっている。また、パーカッションやカズー、オートハープなどもさだが「出来ることは出来るだけ自分で」演奏しているのが大きな特徴である。さだ曰く「手作りの体温に最も近いアルバム」。
セールス的にはオリコン週間チャート初登場で7位となり、『美しい朝』に続いて2作連続でオリコンチャートトップ10入りを果たしている。

## 収録曲
1. 片恋
新潮社の雑誌『Story Seller』掲載の小説「片恋」を書き上げた直後に書いた曲。ただし、題材や内容は小説とは異なっている。
2. その橋を渡る時
古代ローマの政治家ユリウス・カエサルのルビコン川渡河をモチーフに、自分にとっての「ルビコン川を渡る時」「決断の時」を歌っている。
3. 何もなかった
悲しいことや忘れてはいけないことでも、都合の悪いことは「何もなかったこと」にしてしまう社会への警告の歌である。
4. つくだ煮の小魚
井伏鱒二の詩集『厄除け詩集』収録の詩に曲をつけたもの。1983年、さだは安岡章太郎から「井伏鱒二先生の『つくだ煮の小魚』に曲をつけて歌え」と命令され、対面した井伏本人からも許可を得ていたが、井伏の没後も何度も歌にしようとして出来ず、ようやく完成させた曲。
5. 思い出暮らし
目の前の嫌なことから逃れ、「あの頃は良かった」と美化された過去の記憶に縋ってしまうことを戒める歌。
6. 冬薔薇（ふゆそうび）
不意に別れを切り出された男の、女性へのやり直しを誓う心情を歌った曲。
7. 私は犬に叱られた
2009年に「私は犬になりたい¥490」が話題となったが、それ以来さだはなぜか犬にも人気が出たらしく、どこの犬もさだを見ると寄ってくるようになったという。ところが、このアルバムの曲作りに行き詰まったある日、さだは見知らぬ巨大な白い犬に「何の役にも立たない死に様を犬死と呼ぶのは非道い」などと説教される夢を見たそうで、それを題材にして作られた曲。人間の思い上がりを糾弾する内容になっている。なお、曲の中では犬の台詞として猫を若干悪く言っている箇所があるが、ライナーノートでは「あくまで喩えであって、猫を貶めるつもりはない」と猫好きにも配慮している。
8. 茨にもきっと花咲く
困難な時代、不安な時代に人生の旅の様々な出発点（卒業、就職、結婚など）を迎える人たちに、「未来は決して悪いことばかり連れてくるとは限らない」と勇気を持って旅立つことを励ます歌。
9. 静夜思
月を歌った曲。タイトルは中国・唐の時代の詩人李白の詩『静夜思』から。
10. 予感
本アルバムのタイトル曲。ジャケットに使われている友人の画家おぐらひろかずの作品「予感」を見ながら書いた曲。冒頭の「片恋」と繋がる内容になっている。このアルバムではこの曲だけにストリングスを使用している。

## 作詩・作曲・編曲
- 「つくだ煮の小魚」を除く全曲の作詩[1]・作曲：さだまさし
- 「つくだ煮の小魚」　作詩：井伏鱒二　作曲：さだまさし
- 以下を除く全曲　編曲：さだまさし・渡辺俊幸
  - 「片恋」「何もなかった」「私は犬に叱られた」「予感」　編曲；渡辺俊幸

## 主な参加ミュージシャン
- ボーカル、アコースティックギター、エレキギター、カズー、パーカッション、オートハープほか：さだまさし
歌詞カードの最後には、曲ごとに使用したギターの名前も書かれている。
- アコースティック・ギター：松原正樹
- ウッドベース：一本茂樹
- ハープ：朝川朋之
- チェロ：堀沢真己
- ストリングス：篠崎正嗣Strings
- ほか